# Liste von Persönlichkeiten der Stadt St. Ingbert
Die Liste von Persönlichkeiten der Stadt St. Ingbert enthält in St. Ingbert geborene Persönlichkeiten sowie solche, die in St. Ingbert ihren Wirkungskreis hatten, ohne dort geboren zu sein. Der erste Abschnitt ist chronologisch, der zweite alphabetisch sortiert.

## In St. Ingbert geborene Persönlichkeiten

### Bis 1900
- Heinrich Adolf Kraemer (1798–1876), Eisenwerkbesitzer und Großindustrieller
- Oskar Krämer (1833–1904), Eisenwerkbesitzer und Reichstagsabgeordneter
- Karl August Woll (1834–1893), Pfälzer Mundartdichter
- Albert Weisgerber (1878–1915), Maler
- Peter Scheuer (1882–1944), saarländischer Politiker (Zentrum)
- Josef Martin (1884–1973), Klassischer Philologe und Rektor an der Universität Würzburg
- Hermann Weyland (1888–1974), Paläobotaniker und Professor für Kohlengeologie
- Elisabeth Koelle-Karmann (1890–1974), Malerin
- Walther Weis (1890–1968), Maler (Expressiver Realismus)
- Anton Betz (1893–1984), Journalist, Verleger, Publizist und Politiker
- Franz Helmut Becker (1894–1952), Maler, Grafiker und Kunstsammler
- Karl Barth (1896–1962), Jurist, Nationalsozialist und evangelischer Oberkirchenrat
- Heinrich Barth (1900–?), Jurist, Richter und SA-Führer

### 1901 bis 1950
- Jean Schuler (1912–1984), Maler
- Erna Woll (1917–2005), Komponistin
- Leo Erb (1923–2012), Künstler
- Fred Oberhauser (1923–2016), Literat und Literaturkritiker
- Oskar Holweck (1924–2007), Künstler, Kunstprofessor, Gruppe ZERO
- Herbert Weber (1925–1993), Bankmanager und Generaldirektor der Saarländischen Landesbank
- Albrecht Herold (1929–2025), Politiker (SPD), Landtagspräsident (1980–94)
- Alois Oberhauser (1930–2021), Wirtschaftswissenschaftler und Hochschullehrer
- Georg Keßler (* 1932), Fußballtrainer, u. a. Nationaltrainer der Niederlande
- Heinrich Kraus (1932–2015), Schriftsteller und Mundartdichter
- Eugen Motsch (1932–2003), Heimatdichter
- Albert Haberer (1933–2020), bildender Künstler und Kunstpädagoge
- Werner Schramm (1933–2004), Kirchenpräsident der Evangelischen Kirche der Pfalz
- Günther Kessler (* 1934), Physiker, Hochschullehrer, Vorsitzender der deutschen Reaktorsicherheitskommission
- Johannes Uhl (1935–2018), Architekt
- Heinz Vollmar  (1936–1987), Fußballnationalspieler
- Johannes Wetzler (1936–2020), Dirigent und Musiker
- Karl-Heinz Russy (1937–2024), Tischtennis-Nationalspieler
- Hanno Haag (1939–2005), Musiker und Komponist
- Klaus Schöpsdau (1940–2016), Altphilologe
- Max G. Grand-Montagne (* 1941), Künstler und Kunstpädagoge
- Peter Hartz (* 1941), Manager
- Peter Schimmel (1941–2022), Maler und Illustrator
- Ulf Huppert (1943–2019), Politiker (FDP/DPS)
- Peter Czernotzky (* 1947), Fußballspieler
- Wilfried A. Hary (* 1947), Autor
- Hans-Peter Wagner (* 1949), Anglist und Hochschullehrer

### Ab 1951
- Christina Weiss (* 1953), Beauftragte der Bundesregierung für Kultur und Medien von 2001 bis 2005
- Wolfgang Wellner (* 1953), Jurist, Richter am Bundesgerichtshof von 1999 bis 2019
- Günter Becker (* 1954), Politiker und ehemaliger Abgeordneter des Landtages des Saarlandes
- Hans-Peter Hussong (* 1955), Koch, mit zwei Sternen im Guide Michelin ausgezeichnet
- Gerhard Bohrmann (* 1956), Geologe
- Christian Rach (* 1957), Koch und TV-Restauranttester (Rach, der Restauranttester)
- Hans Wagner (* 1957), parteiloser Kommunalpolitiker; von 2012 bis 2019 Oberbürgermeister von St. Ingbert
- Martin Alfons Paul (* 1958), Pharmakologe
- Heinrich Wilms (1959–2010), Jurist und Hochschullehrer
- Anne-Kathrin Fricke (* 1960), Juristin,  ehemalige Richterin am Bundesverwaltungsgericht
- Marina Heib (* 1960), Schriftstellerin und Drehbuchautorin
- Stefan Ripplinger (* 1962), Journalist und Filmkritiker
- Hubert Zitt (* 1963), internationaler Star-Trek-Experte und Autor
- Markus Jochum (* 1964), Basketballnationalspieler und Trainer
- Bernd Schneider (* 1964), Automobilrennfahrer
- Jürgen Hartz (* 1966), Handballspieler
- Markus Schmitt (* 1966), Politiker (Bündnis 90/Die Grünen) und ehemaliger Landtagsabgeordneter
- Dirk Dier (* 1972), Tennisspieler
- Pascal Fries (* 1972), Mediziner, Neurophysiologe und Hochschullehrer
- Ulli Meyer (* 1973), Politiker (CDU)
- Jens Kiefer (* 1974), Fußballspieler und -trainer
- Tromla (* 1975), geb. Christoph Hans, Schlagzeuger
- Christian Schmitt (* 1981), Unternehmer und Politiker
- Matthias Jung (* 1987), Elektrotechniker und Hochschullehrer
- DCVDNS (* 1988), Rapper
- Kian Schwarzer (* 1999), Handballspieler

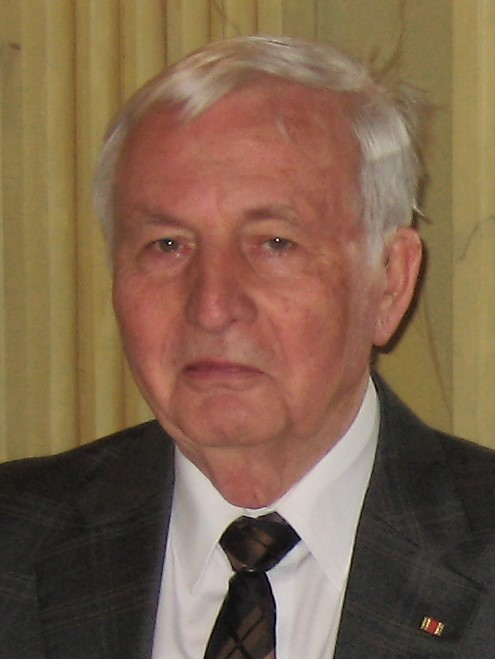
Günther Kessler
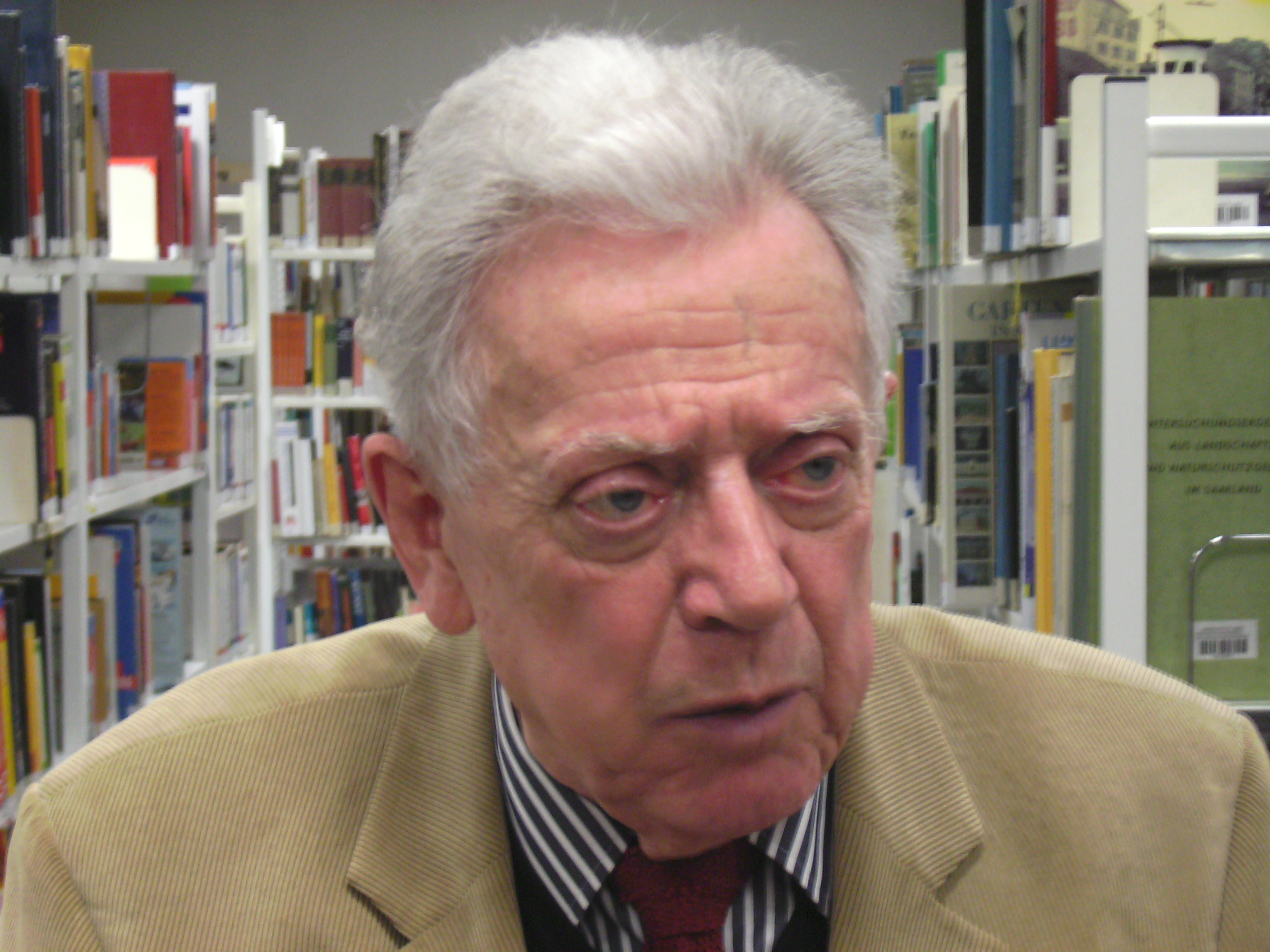
Fred Oberhauser
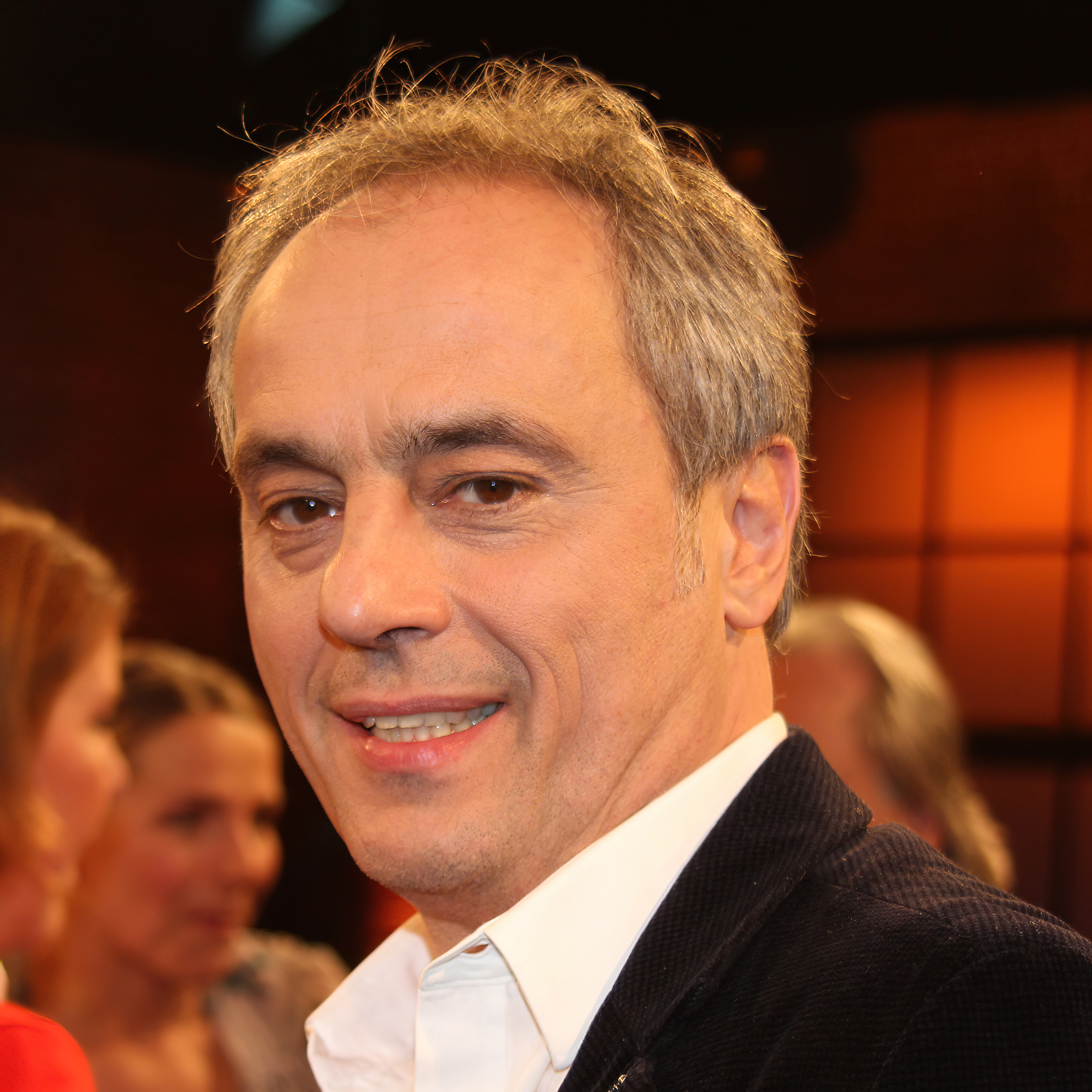
Christian Rach
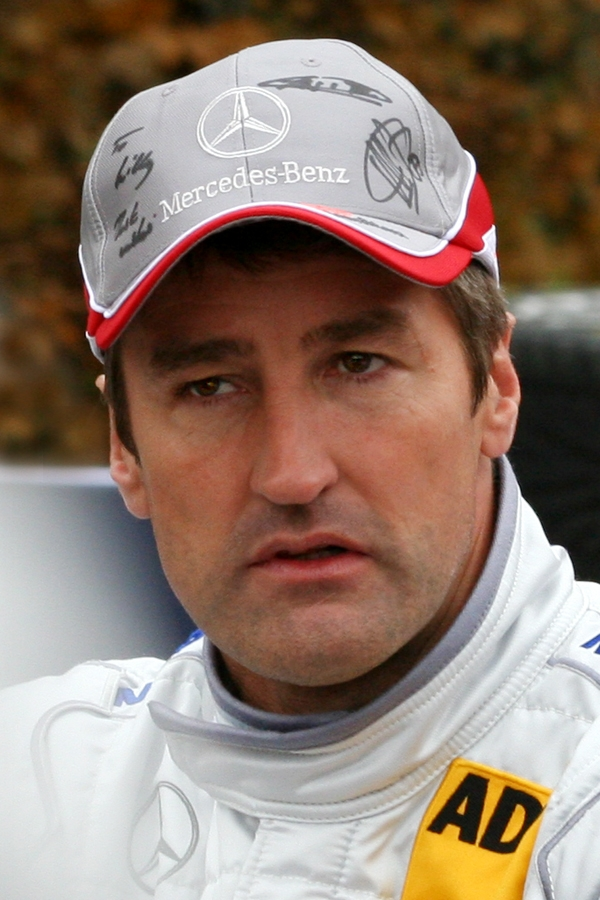
Bernd Schneider
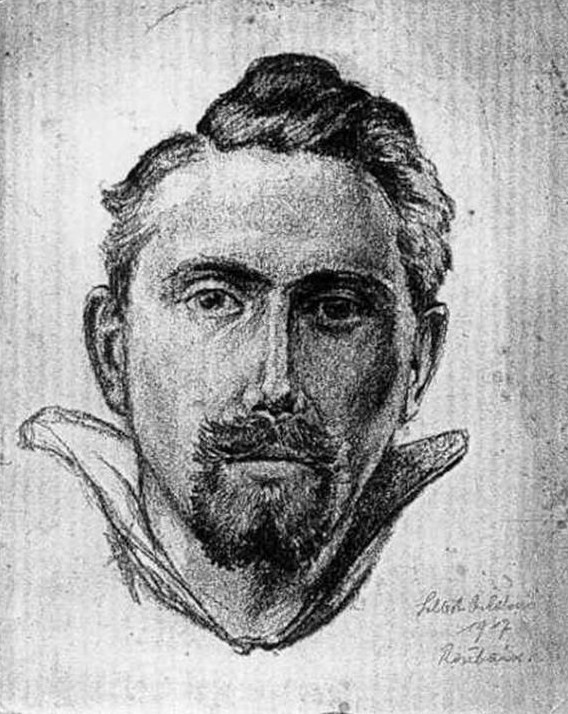
Walther Weis
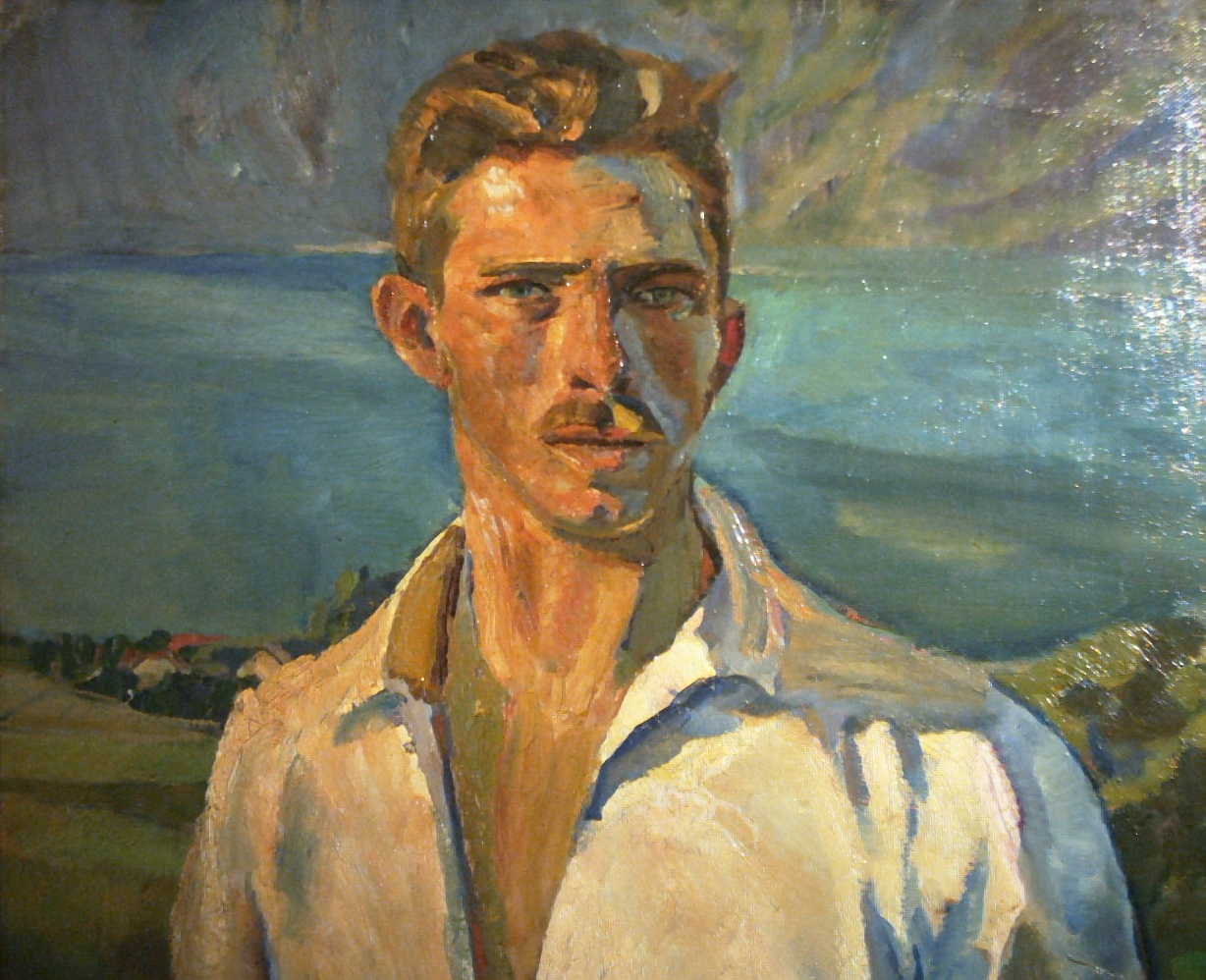
Albert Weisgerber
Karl August Woll
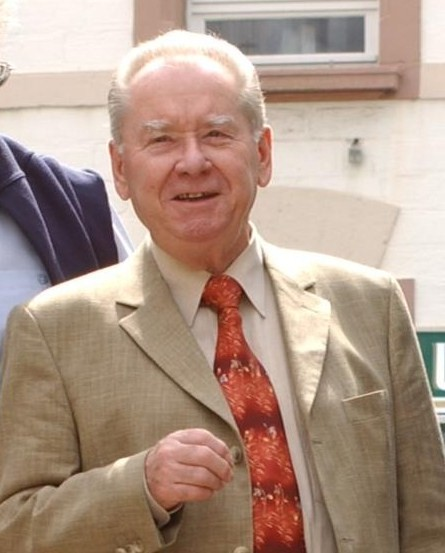
Albrecht Herold
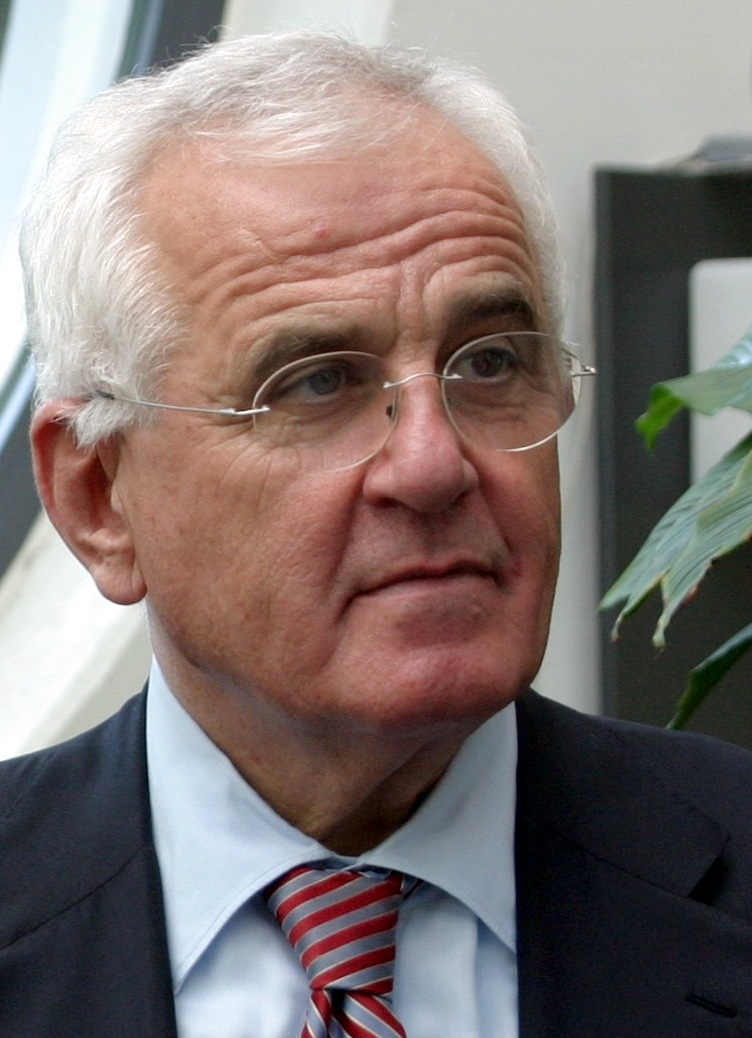
Peter Hartz
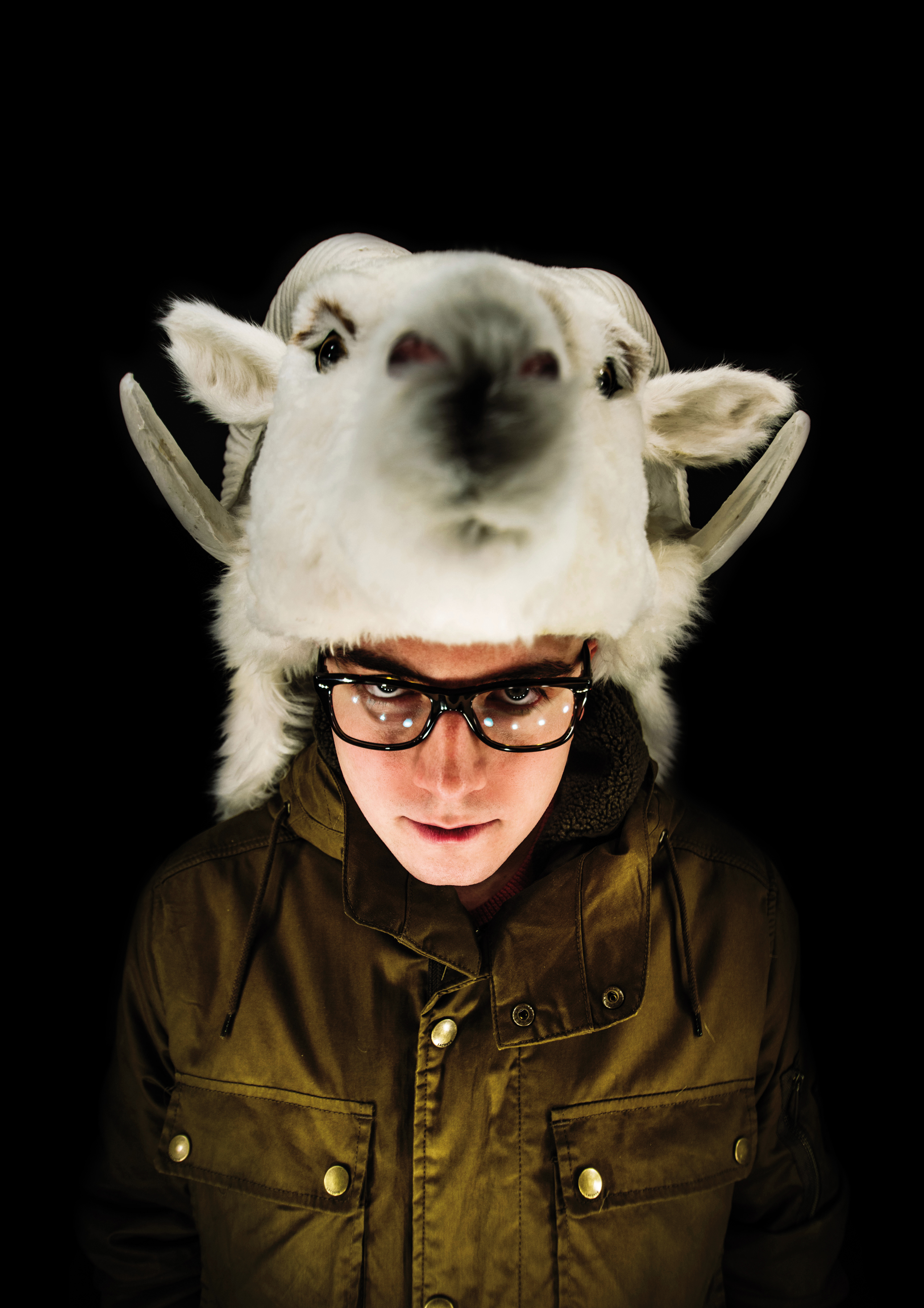
DCVDNS

## Persönlichkeiten, die in St. Ingbert gewirkt haben
- Winfried Brandenburg (* 12. September 1939 in Berlin), Jurist und Oberbürgermeister (1984–2004)
- Sissi Closs (* 1954), Informatikerin
- Jupp Derwall (* 10. März 1927 in Würselen; † 26. Juni 2007 in St. Ingbert), Fußballbundestrainer 1978–1984
- Wilhelm Karl Geck (* 30. Mai 1923 in Höntrop/Wattenscheid), Jurist, Richter am Verfassungsgerichtshof des Saarlandes, Lehrstuhlinhaber für Staats- und Verfassungsrecht in Saarbrücken, wohnte in St. Ingbert-Reichenbrunn[1]
- Jürgen Hescheler (* 2. Mai 1959 in Saarbrücken), Stammzellenforscher
- Philipp Humm (* 1959), Künstler und Filmregisseur, ehemaliger Manager
- Peter Neumann (* 11. Juli 1967 in Saarbrücken), Journalist und Medienmanager
- Frank Nimsgern (* 4. Mai 1969 in Saarbrücken), Komponist
- Siegmund Nimsgern (* 14. Januar 1940 in Sankt Wendel, Saarland), Opern- und Konzertsänger
- Prosumer (* 20. Mai 1977 in Saarbrücken), DJ und Musikproduzent
- Norbert Schmelzer (* 22. März 1921 in Rotterdam; † 14. November 2008 in St. Ingbert), niederländischer Außenminister
- Gregor Weber (* 28. August 1968 in Saarbrücken), Schauspieler, Autor und Koch (aufgewachsen in Oberwürzbach)
- Gerhard Wenz (* 1953 in Mainz), Chemiker und Politiker

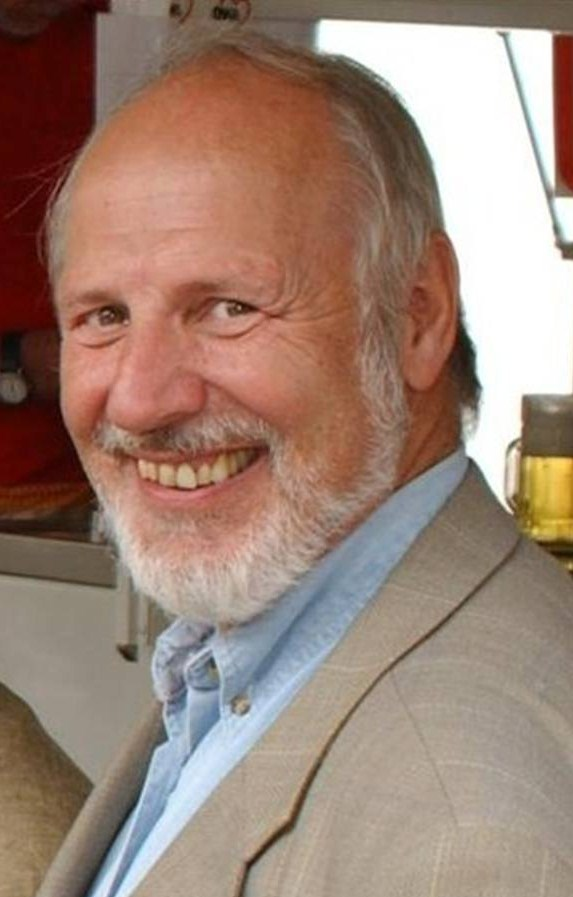
Winfried Brandenburg
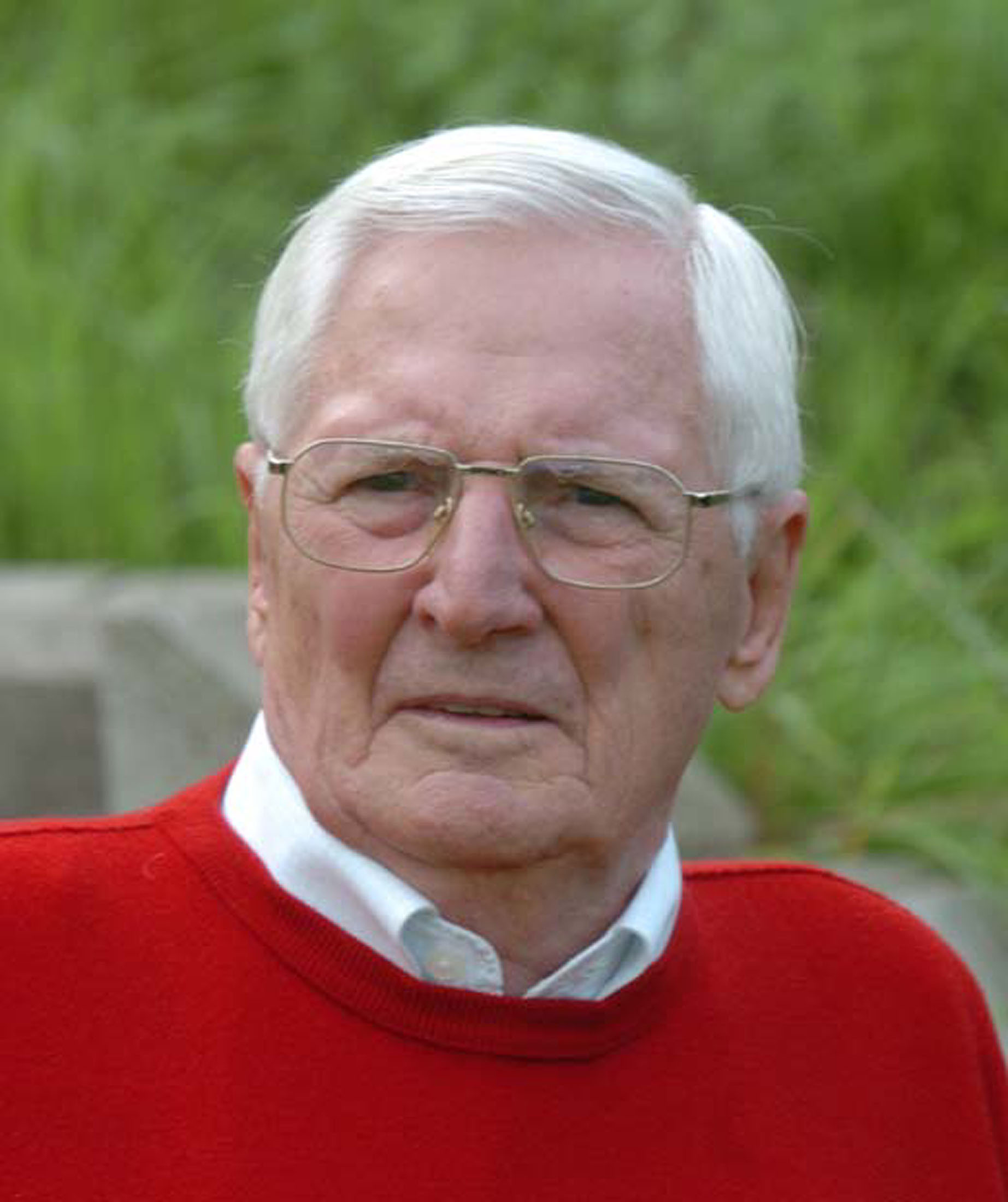
Jupp Derwall
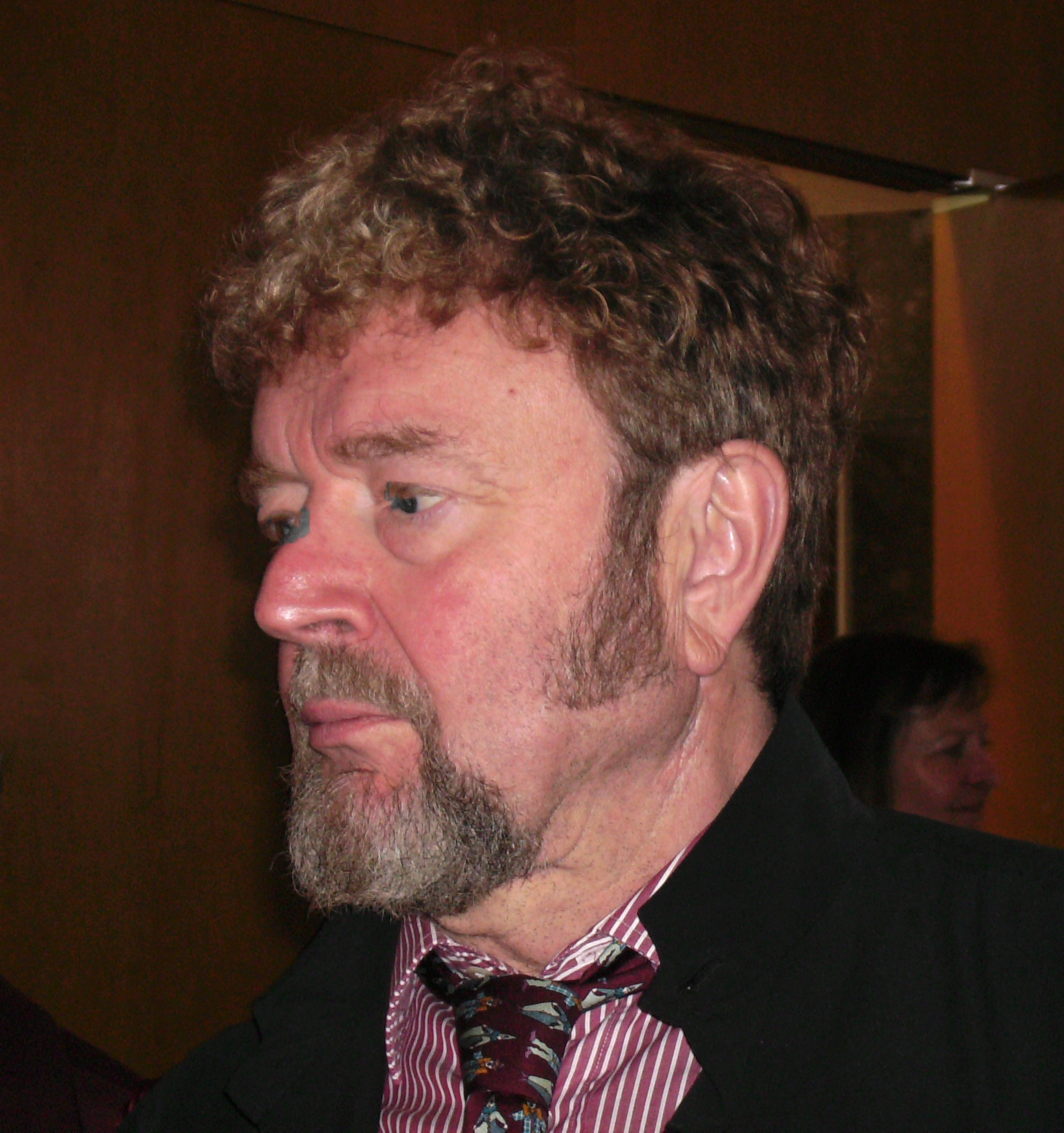
Siegmund Nimsgern
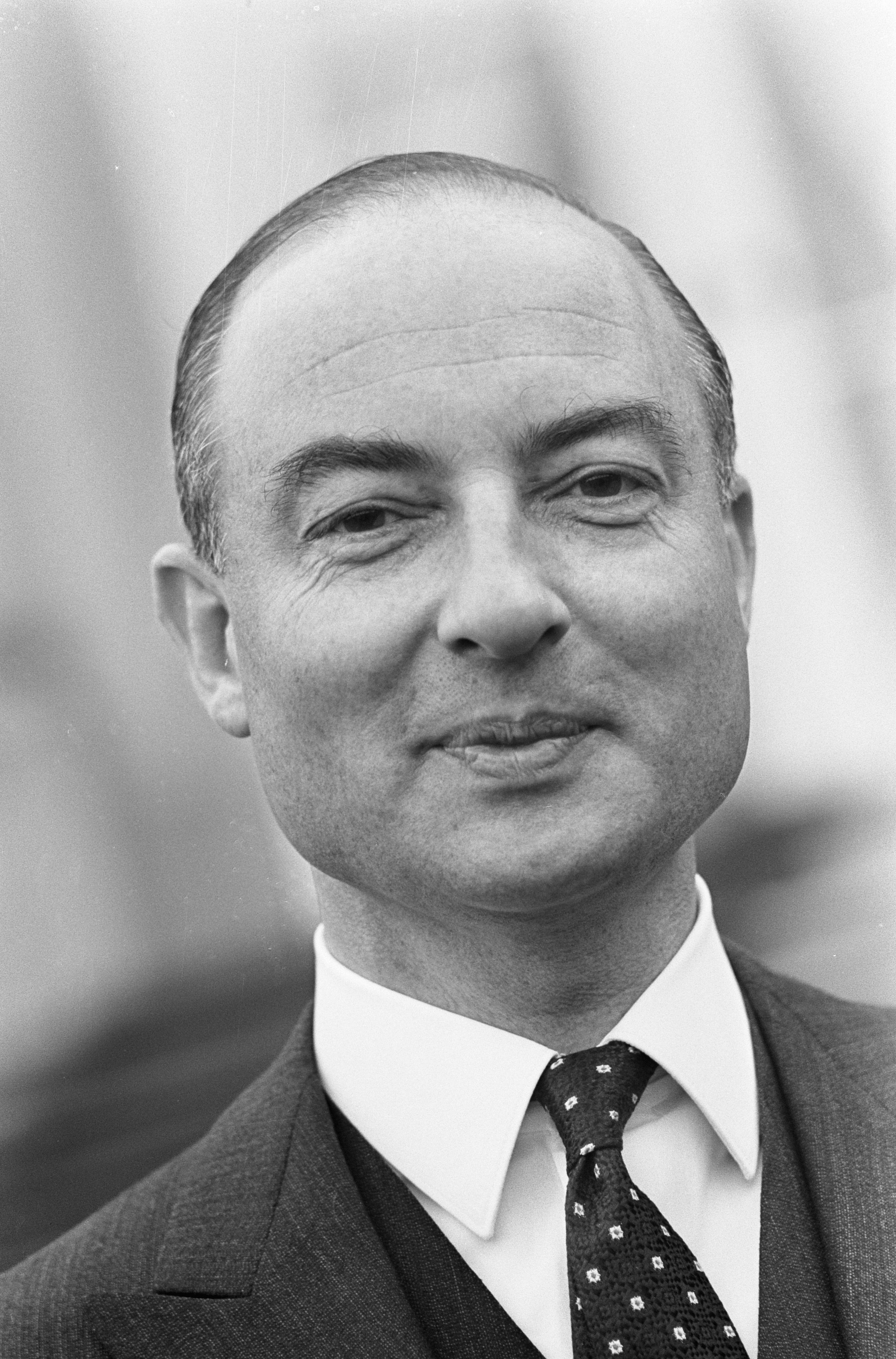
Norbert Schmelzer
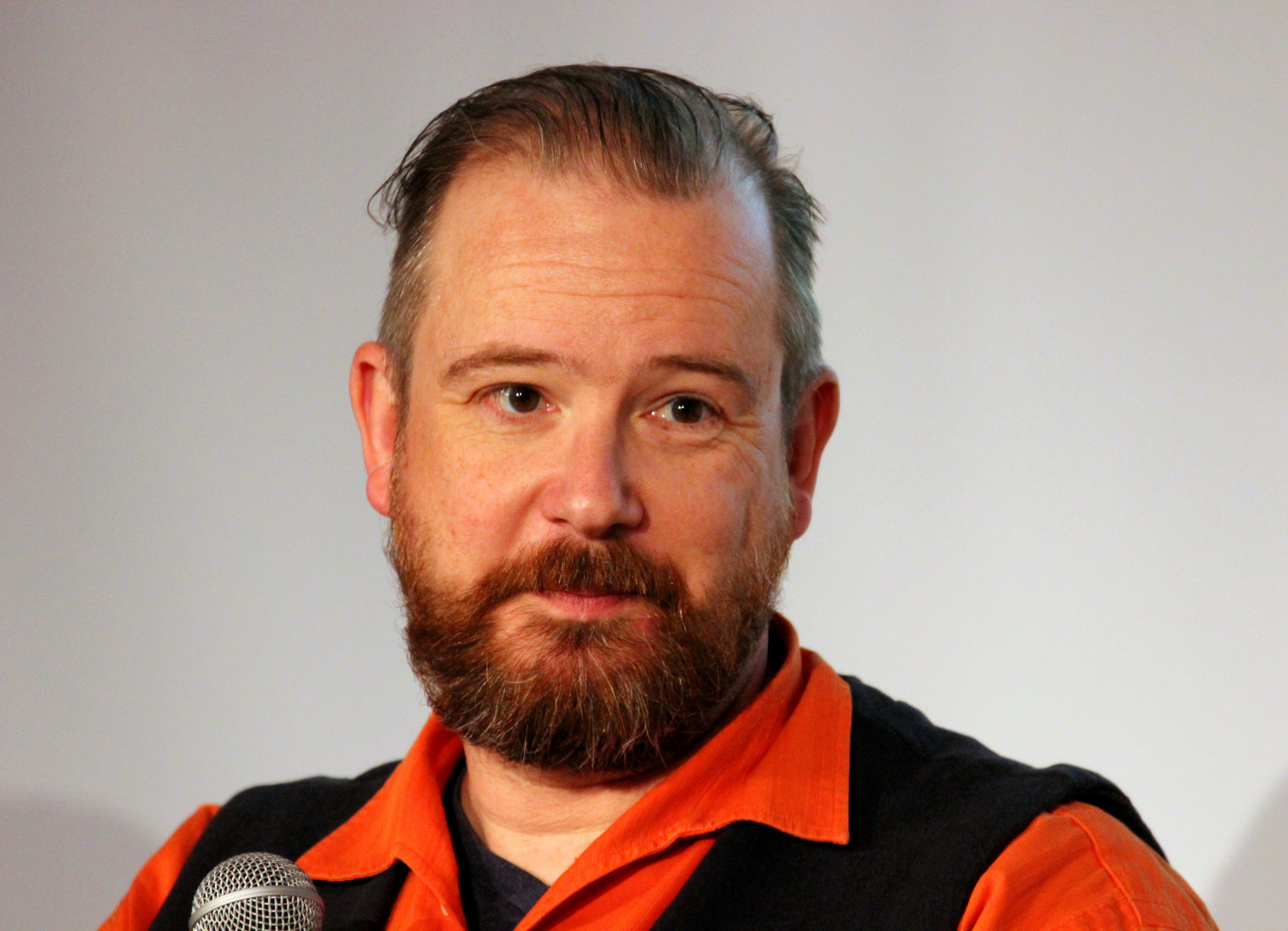
Gregor Weber